# Isak Wallin
Isak Wallin, född 9 februari 1998 i Mora, är en svensk professionell ishockeymålvakt som spelar för Mora IK i Hockeyallsvenskan.